# Клодково
Клодково (пол. Kłodkowo) — село в Польщі, у гміні Тшеб'ятув Ґрифицького повіту Західнопоморського воєводства.
Населення — 255 осіб (2011).
У 1975-1998 роках село належало до Щецинського воєводства.

## Демографія
Демографічна структура станом на 31 березня 2011 року:
|          | Загалом | Допрацездатний вік | Працездатний вік | Постпрацездатний вік |
| -------- | ------- | ------------------ | ---------------- | -------------------- |
| Чоловіки | 131     | 28                 | 90               | 13                   |
| Жінки    | 124     | 29                 | 68               | 27                   |
| Разом    | 255     | 57                 | 158              | 40                   |